# 書店ストライキ
書店ストライキ（しょてんストライキ）は、書籍流通マージンの改定をめぐり、1972年（昭和47年）9月1日から12日間におよび書店店頭で一部出版社の書籍・雑誌の取扱を停止した、日本の出版史上初のストライキ。「ブック戦争」とも呼ばれる。

## 経緯
書店の業界団体である日本書店組合連合会（日書連。現日本書店商業組合連合会）、出版社の業界団体である日本書籍出版協会（書協）、出版取次の業界団体である日本出版取次協会（取協）の3者は1970年に書店マージンを18%、取次マージンを7%とする覚書を交わしていた。1972年6月末の期限切れを前に、同年4月に改定交渉が行われた。書店マージンを25%とする日書連の要求に対し、書協はゼロ回答をした。日書連は下記の書籍・雑誌に対し、9月1日より「取次からの送品の拒否」「顧客から注文を受けた書籍の発注停止」「在庫の陳列引き上げ」を行うストライキを計画。8月21日に書協は書店マージンを19%とする回答をしたが、日書連はこれを拒否。日書連はまず書店マージンを20%とし、送料負担の重い地方書店については1年以内にさらに1%上乗せして21%とする要求を提示。書協は地方の上乗せ時期を2年以内と回答した。これを以って交渉が決裂、日書連に加盟する8,800店余りの書店はストライキに突入した。書協も、スト参加店に対し大手16社の新刊・重版本を送付しないことでこれに対抗。読者に対しては、注文に応じて出版社から直接郵送したり、日書連非加盟店での購入を案内した。取協による斡旋が行われたが、9月10日よりスト第二波に突入。取協は書店マージンを20%としたうえ、地方書店への上乗せ時期を日書連1973年4月、書協1974年11月の要求に対し1974年7月とすること、重版本のマージン引き上げ時期を1973年1月1日とする斡旋案を提示。本案が妥結し、9月12日夜10時にストライキが終結。日書連は加盟各店に電報でその旨を通知した。本ストライキでは異業種からの書店参入が進むなど、日書連にとって不利益となる結果も生じた。

## 対象となった書籍・雑誌
- 第一波（9月1日 - ）
  - 岩波書店の新書・雑誌『世界』
  - 講談社の文庫・児童書
  - 白水社の全商品
- 第二波（9月10日 - ）
第一波に加え、
  - 小学館の辞典・事典・児童書
  - 有斐閣の叢書・雑誌『ジュリスト』
- 第三波（9月20日 - ）※実施されず
第一波・第二波に加え、
  - 旺文社の文庫・雑誌『イングリッシュエージ』
  - オーム社の全商品

日書連は上記各社を対象とした理由について、岩波書店は買切制の採用により返本を認めておらず、かつ卸値が高いこと、他の6社は書店マージン18%の取り決めを守らないこと、返本時の態度、発言力がありながらスト回避の努力を怠ったことを挙げている。上記各社の社員には、書店員に比べ高額の賞与が支払われていたことも理由の一つとなった。

## 参考資料
- 能勢 仁『これからの出版業界のすべてがわかる本 ― 出版社取次書店業界の全体像を展望する』山下出版、1998年。ISBN 978-4897120720。
- 毎日新聞縮刷版 1972年8月・9月
- 朝日新聞縮刷版 1972年8月・9月